# Нова Сърбия (област)
Нова Сърбия (на руски: Новая Сербия) е административна област в Руската империя, съществувала от 1751 до 1764 година върху северната част от днешната Кировоградска област в Украйна.
Областта е създадена през 1751 година като част от опитите на руското правителство да привлече православни заселници от Балканите по своята югозападна граница с Кримското ханство и Жечпосполита. По това време в Украйна преминават няколко хусарски полка, съставени главно от сърби, но също и от доста румънци, българи, унгарци и други, които дотогава са на служба при Хабсбургите.
Нова Сърбия е разположена на десния бряг на река Днепър и е пряко подчинена на централното правителство. Дотогава територията е слабо населена, а жителите, главно татари и украинци, са изселени за създаването на новата военна колония. Административно и военно Нова Сърбия е разделена на няколко полка, а те от своя страна на роти, като всяка рота има свое селище - шанец. Център на областта е крепостта Новомиргород.
През 1764 година специалният административен статут на Нова Сърбия е премахнат. Територията ѝ е включена в новосъздадената Новорусийска губерния.